# 塔姆沃思足球俱乐部
譚禾夫足球會（英語：Tamworth Football Club）是位於英格蘭西密德兰斯塔福德郡非都市區（Tamworth）的半職業足球俱乐部，綽號「羔羊」（The Lambs），23/24在英格蘭足球聯賽系統第六級的英格蘭足球全國聯賽北獲冠軍，來季升上英格蘭足球全國聯賽作賽。
球會於1933年在前塔姆沃思球隊「譚禾夫城堡」（Tamworth Castle）解散後成立，現時以羔羊球場（The Lamb Ground）作為主場球場。

## 球衣及會徽
2011/12年球季譚禾夫主場球衣為紅衫黑褲，而作客則為全白款式。球會會徽內包含一個「斯塔福德繩結」（Stafford knot），是駐地斯塔福德郡的象徵。
球衣製造及贊助
| 年度        | 球衣製造 | 球衣贊助          |
| ----------- | -------- | ----------------- |
| 1999–2000年 | Prostar  | Polesworth Garage |
| 2000–2004年 | Nike     | Bloor Homes       |
| 2004–2007年 | Nike     | Ocean Finance     |
| 2007–2009年 | Umbro    | Ocean Finance     |
| 2009–       | Admiral  | Snowdome          |

## 主場球場

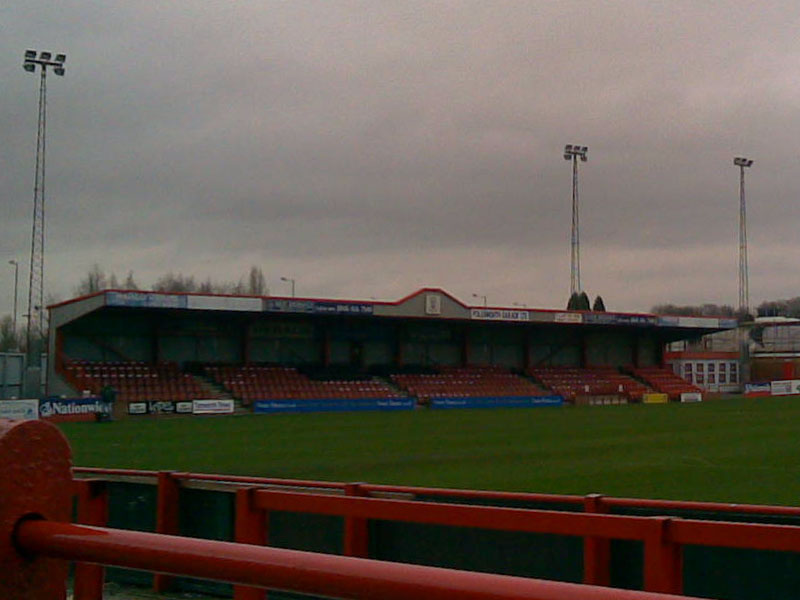
羔羊球場

譚禾夫自成立後第二年的1934年已在羔羊球場（The Lamb Ground）進行賽事，一直以此為家，球場以當時位於附近的「羔羊酒店」（Lamb Inn）而得名。球場現時容納約4,000名觀眾及一個董事廂房，全部坐席位於在1997年建成的主看台，佔據球場草坪的一面，可容518人，對面是稱為「棚子」（Shed）的有蓋階梯看台，而兩端球門後方均為階梯看台，其中一個有部分遮蓋。1969年球場設置汎光燈，當年豎立的4個燈塔有3個仍然在位，只有1個因為興建主看台而需要拆卸。

## 敵對球隊
球會在當地的主要敵對球隊為保頓艾爾賓及（Nuneaton Town）。

## 榮譽
- 英格蘭足球議會聯賽北部聯賽
  - 冠軍：2008/09年，2023/24年；
- 英格蘭足球南部聯賽超聯組
  - 冠軍：2002/03年；
  - 亞軍：2001/02年；
- 英格蘭足總錦標
  - 亞軍：2002/03年；
- 英格蘭足總瓶
  - 冠軍：1988/89年；

## 外部連結
- 官方網站 （页面存档备份，存于）
- Football Conference Official Site